# Фернадо Корреа
Фернадо Корреа (ісп. Fernando Correa, нар. 6 січня 1974, Монтевідео) — уругвайський футболіст, що грав на позиції нападника. По завершенні ігрової кар'єри — тренер.
Виступав, зокрема, за «Рівер Плейт» (Монтевідео) та «Атлетіко», а також національну збірну Уругваю.

## Клубна кар'єра
У дорослому футболі дебютував 1989 року виступами за «Рівер Плейт» (Монтевідео), в якому провів шість сезонів.
1995 року Корреа перебрався до Іспанії, де став гравцем столичного «Атлетіко». У сезоні 1995/96 Корреа виборов з командою титул чемпіона Іспанії та став володарем національного кубка, але основним гравцем не став. Дебютував в Ла Лізі 10 вересня 1995 року в грі проти «Расінга», де і провів наступні два роки, за які забив 27 голів у чемпіонаті, чого було достатньо, щоб повернутись до складу «матрацників». Цього разу відіграв за мадридський клуб наступні п'ять сезонів своєї ігрової кар'єри. Більшість часу, проведеного у складі «Атлетіко», був основним гравцем атакувальної ланки команди. Втім «Атлетіко» вже не боролось за трофеї і 2000 року навіть вилетіло до Сегунди. У сезоні 2001/02 Корреа створив ударний дует нападників із своїм співвітчизником Дієго Алонсо, які на двох забили 35 голів у чемпіонаті і допомогли клубу виграти Сегунду та повернутись до Прімери.
Протягом 2003—2005 років захищав кольори іншого місцевого клубу «Мальорка», але значну частину другого сезону змушений був пропустити через дискваліфікацію, пов'язану із вживанням кокаїну, а останнім у іспанській біографії футболіста став «Реал Вальядолід», в якому Корреа зіграв лише 6 ігор у Сегунді в сезоні 2005/06, після чого повернувся в рідний «Рівер Плейт» (Монтевідео), де і закінчив ігрову кар'єру у 2011 році, погравши до цього ще за «Шанхай Шеньхуа» та «Пеньяроль».

## Виступи за збірні
Залучався до складу молодіжної збірної Уругваю, з якою став срібним призером молодіжного чемпіонату Південної Америки 1992 року в Колумбії, при цьому сам Корреа з 5 голами в 6 іграх став найкращим бомбардиром турніру. Наступного року він поїхав з командою на молодіжний чемпіонат світу 1993 року в Австралії, де зіграв усі 4 гри і забив 2 голи на груповому етапі, допомігши команді вийти в плей-оф.
19 жовтня 1994 року дебютував в офіційних матчах у складі національної збірної Уругваю під керівництвом тренера Ектора Нуньєса. Він вийшов на заміну замість Даріо Сільви на 78-й хвилині гри проти Перу (1:0). Свого другого міжнародного матчу він повинен був чекати три з половиною роки, зігравши в товариському матчі проти Чилі 24 травня 1998 року. Після цього у міжнародній кар'єрі Фернадо відбулась перерва, цього разу майже шість років, до його останніх двох матчів за збірну — 18 лютого 2004 року у товариському матчі проти Ямайки та 31 березня 2004 року в кваліфікації до чемпіонату світу проти Венесуели. Тоді ж після матчу за збірну у Корреа був взятий позитивний тест на кокаїн, через яку гравець отримав дискваліфікацію на один рік. Після оскарження її скоротили до дев'яти місяців, але за збірну Корреа більше жодної гри не зіграв.

## Кар'єра тренера
Розпочав тренерську кар'єру по завершенні кар'єри гравця, 2011 року, увійшовши до тренерського штабу Дієго Алонсо в клубі «Белья Віста», після чого колишні партнери по «Атлетіко» також разом працювали і у наступних клубах — «Гуарані» (Асунсьйон), «Пеньяролі», «Олімпії» (Асунсьйон) та «Пачуці».
З січня 2018 року Корреа розпочав самостійну тренерську кар'єру, очоливши тренерський штаб команди «Серро», де пропрацював до кінця року.

## Титули і досягнення
- Чемпіон Іспанії (1):

«Атлетіко Мадрид»: 1995–96
- Володар Кубка Іспанії (1):

«Атлетіко Мадрид»: 1995–96